# Слесін (гміна)
Гміна Слесін (пол. Gmina Ślesin) — місько-сільська гміна у північно-західній Польщі. Належить до Конінського повіту Великопольського воєводства.
Станом на 31 грудня 2011 у гміні проживало 13876 осіб.

## Територія
Згідно з даними за 2007 рік площа гміни становила 145.69 км², у тому числі:
- орні землі: 59.00%
- ліси: 21.00%

Таким чином, площа гміни становить 9.23% площі повіту.

## Населення
Станом на 31 грудня 2011:
| Опис     | Загалом | Загалом | Чоловіки | Чоловіки | Жінки | Жінки |
| -------- | ------- | ------- | -------- | -------- | ----- | ----- |
| одиниця  | осіб    | %       | осіб     | %        | осіб  | %     |
| все      | 13876   | 100     | 6890     | 49.65    | 6986  | 50.35 |
| міське   | 3157    | 100     | 1543     | 48.88    | 1614  | 51.12 |
| сільське | 10719   | 100     | 5347     | 49.88    | 5372  | 50.12 |

## Сусідні гміни
Гміна Слесін межує з такими гмінами: Вежбінек, Вільчин, Казімеж-Біскупі, Клечев, Крамськ, Скульськ, Сомпольно.